# Flora endemica della Sicilia
In questa voce appare un elenco delle specie che formano la flora endemica della Sicilia.
La flora della Sicilia, infatti, è caratterizzata da un alto numero di specie endemiche (pari a circa il 10% dell'intera flora dell'isola). Alcuni di questi endemismi sono limitati in aree geografiche ristrette (cosiddetti endemismi puntiformi), e sono per tale motivo particolarmente vulnerabili.
Da un punto di vista fitocorologico, la varietà di specie e l'elevato numero di endemismi consentono di considerare la Sicilia, assieme alle sue isole minori e a Malta, come un'area floristica a sé stante definita come Dominio siculo.
Questa pagina contiene un elenco alfabetico delle specie endemiche e subendemiche siciliane, accompagnato da alcune indicazioni relative alla loro distribuzione geografica e al loro stato di conservazione.
Per la spiegazione delle abbreviazioni utilizzate vedi la legenda in fondo alla pagina.

## A
| Nome specie                               | Nome comune                        | Diffusione       | Status |
| Abies nebrodensis                         | abete delle Madonie                | Sic. (Mad.)      | CR     |
| Acinos alpinus var. nebrodensis           | acino alpino                       | Sic. N.O.        | ?      |
| Adenocarpus complicatus subsp. bivonae    | adenocarpo di Bivona               | Sic.(Etn.)       | VU     |
| Adenocarpus commutatus                    | adenocarpo commutato               | Sic.(Pel.)       | VU     |
| Adenostyles alliariae subsp. macrocephala | cavolaccio calabrese               | Sic. + Cal.      | ?      |
| Adenostyles alpina subsp. nebrodensis     | cavolaccio verde dei Nebrodi       | Sic.             | ?      |
| Allium aethusanum                         | aglio di Linosa                    | Sic. (Lop.)      | VU     |
| Allium agrigentinum                       | aglio di Agrigento                 | Sic.             | ?      |
| Allium castellanense                      | aglio di Castellana                | Sic.             | NE     |
| Allium hemisphaericum                     | aglio semisferico                  | (Sic. (Lop.)     | VU     |
| Allium lehmannii                          | aglio di Lehman                    | Sic.             | ?      |
| Allium lopadusanum                        | aglio di Lampedusa                 | Sic.(Lop.)       | EN     |
| Allium nebrodense                         | aglio dei Nebrodi                  | Sic.(Mad.)       | ?      |
| Allium obtusiflorum                       | aglio marittimo                    | Sic.(Etn.)       | VU     |
| Allium permixtum                          | aglio migliarino                   | Sic.(Mad.)       | EX ?   |
| Ammi crinitum                             | visnaga italica                    | Sic. + Calabria  | ?      |
| Androsace elongata subsp. breistofferi    | androsace siciliana                | Sic.(Mad.)       | VU     |
| Anthemis aetnensis                        | camomilla dell'Etna                | Sic.(Etn.)       | ?      |
| Anthemis asperula                         | camomilla minima                   | ?                | VU     |
| Anthemis cupaniana                        | camomilla delle Madonie            | Sic.(Dre.Pa.)    | ?      |
| Anthemis ismelia                          | camomilla del Monte Gallo          | Sic.(Dre.Pa.)    | VU     |
| Anthemis lopadusana                       | camomilla di Lampedusa             | Sic.             | VU     |
| Anthemis messanensis                      | camomilla di Messina               | Sic.(Pel.)       | ?      |
| Anthemis muricata                         | camomilla siciliana                | Sic.(Agr.)       | ?      |
| Anthemis palumbi                          | camomilla di Palumbo               | Sic.             | ?      |
| Anthemis urvilleana                       | camomilla di D'Urville             | Sic.             | VU     |
| Anthyllis vulneraria subsp. busambarensis | sulla delle capre                  | Sic.(Dre.Pa.)    | ?      |
| Apteranthes europaea subsp. europaea      | fior di tigre                      | Sic.             | CR     |
| Arabis madonia                            | arabetta madonita                  | Sic.(Mad.)       | ?      |
| Aristolochia altissima                    |                                    | Sic.             | VU     |
| Aristolochia navicularis                  |                                    | ?                | VU     |
| Aristolochia sicula                       | aristolochia siciliana             | Sic. N.O.        | ?      |
| Armeria gussonei                          | spillone di Gussone                | Sic.(Dre.Pa.)    | ?      |
| Armeria nebrodensis                       | spillone dei Nebrodi               | Sic.(Mad.)       | ?      |
| Artemisia variabilis                      | artemisia napoletana               | ?                | EN     |
| Asparagus aetnensis                       | asparago dell'Etna                 | ?                | VU     |
| Asperula gussonei                         |                                    | Sic. N.O.        | ?      |
| Asperula rupestris                        |                                    | Sic. Occ./Centr. | ?      |
| Astragalus huetii                         | astragalo di Huet                  | ?                | VU     |
| Astragalus nebrodensis                    | astragalo dei Nebrodi              | Sic.(Mad.)       | ?      |
| Astragalus raphaelis                      |                                    | Sic.(Agr.)       | ?      |
| Astragalus siculus                        | astragalo siciliano - a. dell'Etna | Sic.(Etn.)       | ?      |
| Aubretia deltoidea subsp. sicula          |                                    | Sic.(Mad.)       | ?      |

## B
| Nome specie                            | Nome comune                  | Diffusione               | Status |
| Barbarea sicula                        | erba di S.Barbara di Sicilia | Sic.(Mad.) + Calabria    | VU     |
| Bassia saxicola                        | granata rupicola             | Sic.(Eol.) + Capri       | CR     |
| Betula aetnensis                       | betulla dell'Etna            | Sic.(Etn.)               | ?      |
| Bivonaea lutea                         | bivonea gialla               | Sic. + Sar.              | VU     |
| Bothriochloa panormitana               |                              | Sic.(Dre.Pa.)            | ?      |
| Bothriochloa pertusa                   |                              | Sic.                     | EN     |
| Brassica drepanensis                   | cavolo di roccia             | Sic.(Dre.Pa.)            | VU     |
| Brassica insularis                     | cavolo di Sardegna           | Sic.(Cos.)               | VU     |
| Brassica macrocarpa                    | cavolo delle Egadi           | Sic.(Alg.)               | CR     |
| Brassica rupestris subsp. brevisiliqua |                              | Sic.                     | VU     |
| Brassica rupestris subsp. hispida      |                              | Sic.                     | VU     |
| Brassica villosa                       | cavolo villoso               | Sic.(Dre.Pa.)            | ?      |
| Brassica villosa subsp. bivoniana      | cavolo di Bivona             | Sic.(Dre.Pa.)            | ?      |
| Brassica villosa subsp. drepanensis    |                              | Sic.(Dre.Pa)             | VU     |
| Brassica villosa subsp. tinei          |                              | Sic.                     | VU     |
| Buglossoides minima                    |                              | Sic.                     | CR     |
| Buglossoides splitbergeri              |                              | Sic.(Etn.)               | ?      |
| Bunium petraeum                        | bulbocastano abruzzese       | Sic. + App. Abr. e Camp. | VU     |
| Bupleurum dianthifolium                | bupleuro di Marettimo        | Sic.(Alg.)               | CR     |
| Bupleurum elatum                       | bupleuro delle Madonie       | Sic. (Mad.)              | CR     |

## C
| Nome specie                          | Nome comune                 | Diffusione            | Status |
| Calendula maritima                   | fiorrancio marittimo        | Sic.                  | CR     |
| Campanula marcenoi                   | campanula di Marcenò        | Sic.(Mad.)            | VU     |
| Carduus cephalanthus                 | cardo agglomerato           | Sic.                  | VU     |
| Carduus macrocephalus subsp. siculus |                             | Sic. N.O.             | ?      |
| Carduus rugulosus                    |                             | Sic. (Nebr.)          | ?      |
| Carex panormitana                    | carice palermitana          | Sic.(Dre.Pa.) + Sard. | CR     |
| Carlina sicula                       | carlina siciliana           | Sic.                  | ?      |
| Celtis tournefortii subsp. aetnensis | bagolaro dell'Etna          | Sic.                  | VU     |
| Centaurea aeolica                    | fiordaliso delle Eolie      | Sic. (Eol.)           | ?      |
| Centaurea busambarensis              | fiordaliso della Busambra   | Sic.(Dre.Pa.)         | ?      |
| Centaurea cineraria                  | fiordaliso delle scogliere  | Sic.                  | ?      |
| Centaurea crassifolia                | fiordaliso crassifoglio     | Sic.                  | ?      |
| Centaurea deusta subsp. divaricata   | fiordaliso cicalino         | Sic.                  | CR     |
| Centaurea parlatoris                 | fiordaliso di Parlatore     | Sic. N.O.             | ?      |
| Centaurea seguenzae                  | fiordaliso di Seguenza      | Sic. (Pel.)           | ?      |
| Centaurea sicana                     | fiordaliso dei Monti Sicani | Sic. (Occ./Centr.)    | ?      |
| Centaurea tauromenitana              | fiordaliso di Taormina      | Sic. (Pel.)           | VU     |
| Centaurea ucriae                     | fiordaliso di Ucria         | Sic. Centr.           | ?      |
| Cerastium busambarense               | peverina della Busambra     | Sic.                  | VU     |
| Chiliadenus bocconei                 | incensaria maltese          | Sic.                  | ?      |
| Chiliadenus lopadusanus              | incensaria di Lampedusa     | Sic.                  | VU     |
| Cirsium misilmerense                 | cardo di Misilmeri          | Sic.                  | CR     |
| Cirsium vallis-demonis               | cardo del Valdemone         | Sic. N.O. + Cal.      | ?      |
| Colchicum alpinum var. parvulum      |                             | Sic.                  | VU     |
| Crassula basaltica                   |                             | Sic.                  | VU     |
| Crepis bivoniana                     |                             | Sic.                  | ?      |
| Crepis hyemalis                      |                             | Sic.                  | ?      |
| Crucianella rupestris                |                             | Sic.                  | VU     |
| Cymbalaria pubescens                 | ciombolino siciliano        | Sic.                  | ?      |
| Cytisus aeolicus                     | citiso delle Eolie          | Sic. (Eol.)           | EN     |

## D
| Nome specie                         | Nome comune           | Diffusione        | Status |
| Dactylorhiza romana subsp. markusii |                       | Sic.              | ?      |
| Daucus foliosus                     |                       | Sic. (Eol.)       | ?      |
| Daucus lopadusanus                  |                       | Sic. (Lop.)       | VU     |
| Daucus rupestris                    |                       | Sic.              | EN     |
| Delphinium emarginatum              | speronella smarginata | Sic.(Dre.Pa.)     | ?      |
| Dianthus aeolicus                   |                       | Sic. (Eol.)       | VU     |
| Dianthus gasparrinhi                |                       | Sic.              | VU     |
| Dianthus paniculatus                |                       | Sic. (Dre.Pa.)    | ?      |
| Dianthus rupicola subsp. rupicola   | garofano delle rupi   | Sic. + It. Merid. | VU     |
| Diplotaxis scaposa                  |                       | Sic.(Lop.)        | VU     |
| Draba olympicoides                  |                       | Sic. (Mad.)       | ?      |

## E
| Nome specie                              | Nome comune                 | Diffusione           | Status |
| Echium italicum subsp. siculum           | viperina maggiore siciliana | Sic.                 | ?      |
| Elatine gussonei                         | pepe d'acqua di Gussone     | Sic. (Lop.) + Malta  | CR     |
| Eleocharis nebrodensis                   | giunchina dei Nebrodi       | Sic.                 | CR     |
| Epipactis hyblaea                        | elleborine iblea            | Sic. (Ibl.)          | CR     |
| Erica sicula subsp. sicula               |                             | Sic.                 | CR     |
| Erodium nervulosum                       |                             | Sic.                 | VU     |
| Erodium neuradifolium var. linosae       |                             | Sic.                 | VU     |
| Eruca vesicaria subsp. longirostris      |                             | Sic.                 | VU     |
| Eryngium bocconei                        | calcatreppola di Boccone    | Sic.                 | ?      |
| Eryngium crinitum                        |                             | Sic.                 | VU     |
| Erysimum aetnense                        |                             | Sic. (Etn.)          | ?      |
| Erysimum bonannianum                     |                             | Sic. N.O.            | ?      |
| Erysimum metlesicsii                     | violacciocca di Metlesics   | Sic. (Dre.Pa)        | ?      |
| Euphorbia bivonae                        | euforbia di Bivona          | Sic. Occ.            | ?      |
| Euphorbia coralloides                    |                             | Sic.                 | VU     |
| Euphorbia exigua var. pycnophylla        |                             | Sic.                 | VU     |
| Euphorbia gasparrinii subsp. gasparrinii | euforbia di Gasparrini      | Sic. N.O. + Calabria | CR     |
| Euphorbia pithuysa subsp. cupanii        |                             | Sic.                 | VU     |
| Evacidium discolor                       | evax delle Madonie          | Sic. (Mad.)          | VU     |

## F
| Nome specie             | Nome comune          | Diffusione | Status |
| Festuca pignattorum     |                      | Sic.(Mad.) | ?      |
| Filago cossyrensis      |                      | Sic.       | VU     |
| Fritillaria messanensis | meleagride messinese | Sic.(Pel.) | VU     |

## G
| Nome specie                           | Nome comune                | Diffusione     | Status |
| Gagea busambarensis                   | cipollaccio della Busambra | Sic.           | VU     |
| Gagea chrysantha                      | cipollaccio greco          | Sic.           | VU     |
| Gagea nebrodensis                     | cipollaccio dei Nebrodi    | Sic. (Mad.)    | ?      |
| Gagea trinervia                       | falangio siciliano         | Sic.           | VU     |
| Galanthus nivalis var. reginae-olgae  |                            | Sic.           | EN     |
| Galium litorale                       | caglio litorale            | Sic. (Dre.Pa.) | NT     |
| Genista aetnensis                     | ginestra dell'Etna         | Sic.+Sard.     | ?      |
| Genista aristata                      | ginestra dei Nebrodi       | Sic. N.O.      | VU     |
| Genista aspalathoides                 |                            | Sic.           | CR     |
| Genista aspalathoides var. gussonei   |                            | Sic.           | VU     |
| Genista cupanii                       | ginestra del Cupani        | Sic. (Mad.)    | ?      |
| Genista demarcoi                      | ginestra di De Marco       | Sic. (Mad.)    | VU     |
| Genista gasparrinii                   |                            | Sic.           | CR     |
| Genista madoniensis                   | ginestra delle Madonie     | Sic.           | VU     |
| Gnaphalium uliginosum var. prostratum |                            | Sic.           | VU     |

## H
| Nome specie                               | Nome comune               | Diffusione            | Status |
| Helianthemum oelandicum subsp. nebrodense | eliantemo dei Nebrodi     | Sic. (Mad.)           | VU     |
| Helianthemum sicanorum                    | eliantemo dei Sicani      | Sic.                  | CR     |
| Helichrysum hyblaeum                      | elicriso ibleo            | Sic.(Ibl.)            | ?      |
| Helichrysum nebrodense                    | elicriso dei Nebrodi      | Sic.(Mad.)            | ?      |
| Helichrysum pendulum                      | elicriso pendulo          | Sic.(Dre.Pa.)         | ?      |
| Helichrysum rupestre subsp. rupestre      | elicriso delle scogliere  | Sic. (N.O. - Dre.Pa.) | ?      |
| Helichrysum rupestre var. errerae         |                           | Sic.                  | VU     |
| Helleborus bocconei subsp. intermedius    |                           | Sic.(Agr.)            | VU     |
| Herniaria fontanesi subsp. empedocleana   |                           | Sic.                  | CR     |
| Herniaria microcarpa                      |                           | Sic. N.O.             | ?      |
| Hesperis cupaniana                        |                           | Sic.(Mad.)            | VU     |
| Hieracium cophanense                      | sparviere di Monte Cofano | Sic.(Dre.Pa.)         | VU     |
| Hieracium lucidum                         | sparviere di Monte Gallo  | Sic.(Dre-Pa.)         | CR     |
| Hieracium nebrodense                      | sparviere delle Madonie   | Sic.(Mad.)            | ?      |
| Hieracium pallidum                        |                           | Sic.(Etn.)            | ?      |
| Hieracium symphytifolium                  |                           | Sic.(Mad.)            | VU     |
| Hymenolobus pauciflorus                   |                           | Sic.                  | CR     |
| Hypericum aegypticum subsp. webbii        |                           | Sic.                  | EN     |

## I
| Nome specie       | Nome comune         | Diffusione    | Status |
| Iris pseudopumila | giaggiolo siciliano | Sic. + Puglia | ?      |
| Iris pallida      |                     | Sic.          | ?      |
|                   |                     |               |        |

## J
| Nome specie                     | Nome comune                   | Diffusione            | Status |
| Jacobaea ambigua                | senecione cinerario dell'Etna | Sic.(Etn.)            | ?      |
| Jacobaea candida                | senecione candido             | Sic.(Mad.)            | ?      |
| Jacobaea gibbosa                | senecione gibboso             | Sic. + Calabria       | EN     |
| Jacobaea maritima subsp. sicula | senecio cinerario siciliano   | Sic. (Alg. Lop. Mel.) | ?      |
| Jurinea bocconei                | cardo di Boccone              | Sic. (Mad.)           | ?      |

## L
| Nome specie              | Nome comune                        | Diffusione        | Status |
| Laserpitium siculum      |                                    | Sic. (Mad.)       | ?      |
| Leopoldia gussonei       | giacinto dal pennacchio di Gussone | Sic. Or.          | EN     |
| Leontodon siculus        |                                    | Sic. N.O.         | ?      |
| Leucojum nebrodense      |                                    | Sic. (Mad.)       | ?      |
| Limonium algusae         | limonio di Linosa                  | Sic. (Lop.)       | CR     |
| Limonium bocconei        | limonio di Boccone                 | Sic. Occ./Centr.  | EN     |
| Limonium calcarae        |                                    | Sic. (Agr.)       | VU     |
| Limonium catanense       | limonio catanese                   | Sic. (Etn.)       | ?      |
| Limonium catanzaroi      |                                    | Sic. (Agr.)       | VU     |
| Limonium flagellare      | limonio flagellare                 | Sic. (Dre.Pa.)    | VU     |
| Limonium halopilum       |                                    | Sic.              | VU     |
| Limonium hyblaeum        | limonio degli Iblei                | Sic. (Ibl.)       | VU     |
| Limonium ionicum         | limonio dello Ionio                | Sic. (Pel.)       | VU     |
| Limonium lilybaeum       |                                    | Sic.              | VU     |
| Limonium lojaconoi       | limonio di Lojacono                | Sic. Occ.         | VU     |
| Limonium lopadusanum     | limonio di Lampedusa               | Sic. (Lop.)       | EN     |
| Limonium melancholicum   |                                    | Sic.              | EN     |
| Limonium minutiflorum    | limonio delle Eolie                | Sic. (Eol.)       | ?      |
| Limonium optimae         |                                    | Sic. (Agr.)       | EN     |
| Limonium opulentum       |                                    | Sic. (Agr.)       | VU     |
| Limonium panormitanum    |                                    | Sic.              | VU     |
| Limonium parvifolium     | limonio palermitano                | Sic.              | VU     |
| Limonium pavonianum      |                                    | Sic.              | VU     |
| Limonium ponzoi          |                                    | Sic. Occ./Centr   | ?      |
| Limonium secundirameum   |                                    | Sic.              | EN     |
| Limonium selinuntinum    | limonio di Selinunte               | Sic.              | VU     |
| Limonium sibthorpianum   | limonio di Sibthorp                | Sic. (Pel.)       | CR     |
| Limonium siracusanum     | limonio siracusano                 | Sic.              | EN     |
| Limonium todaroanum      | limonio di Todaro                  | Sic. (Dre.Pa.)    | CR     |
| Limonium tauromenitanum  | limonio di Taormina                | Sic. (Pel.)       | VU     |
| Limonium tenuiculum      |                                    | Sic.              | VU     |
| Linum catanense          |                                    | Sic. (Cat.)       | ?      |
| Linum punctatum          |                                    | Sic. (Mad.)       | ?      |
| Lithodora rosmarinifolia | erba perla                         | Sic. + It. Merid. | ?      |

## M
| Nome specie         | Nome comune          | Diffusione     | Status |
| Malus crescimannoi  | melo di Crescimanno  |                |        |
| Malva agrigentina   | malvone di Agrigento | Sic. + Cal.    | ?      |
| Matthiola rupestris | violacciocca rossa   | Sic.           | ?      |
| Muscari lafarinae   | muscari di La Farina | Sic. (Dre.Pa.) | VU     |

## N
| Nome specie        | Nome comune | Diffusione | Status |
| Neotinea commutata |             | Sic.       | ?      |
| Nonea vesicaria    |             | Sic.       | ?      |

## O
| Nome specie                            | Nome comune               | Diffusione             | Status |
| Odontarrhena nebrodensis               | alisso dei Nebrodi        | Sic.(Mad.)             | ?      |
| Odontites bocconei                     | perlina di Boccone        | Sic.                   | ?      |
| Odontites rigidifolia                  | perlina siciliana         | Sic.                   | ?      |
| Odontites rubra subsp. sicula          | perlina rossa             | Sic. N.O.              | VU     |
| Onosma echioides subsp. canescens      | viperina siciliana        | Sic.                   | ?      |
| Ophrys bertolonii subsp. explanata     |                           | Sic.                   | VU     |
| Ophrys fusca subsp. obaesa             | ofride obesa              | Sic.                   | ?      |
| Ophrys fusca subsp. sabulosa           |                           | Sic.                   | ?      |
| Ophrys iricolor subsp. lojaconoi       | ofride di Lojacono        | Sic.                   | VU     |
| Ophrys lacaitae                        | ofride di Lacaita         | Sic. + It. Meridionale | VU     |
| Ophrys lunulata                        | ofride a mezzaluna        | Sic.                   | EN     |
| Ophrys mirabilis                       | ofride mirabile           | Sic.                   | VU     |
| Ophrys oxyrrhynchos                    | ofride dei fuchi          | Sic. + It. meridionale | ?      |
| Ophrys oxyrrhynchos subsp. biancae     | ofride di Bianca          | Sic.                   | VU     |
| Ophrys oxyrrhynchos subsp. calliantha  | ofride dai fiori belli    | Sic.                   | VU     |
| Ophrys pallida                         | ofride pallida            | Sic. (Dre.Pa.)         | VU     |
| Ophrys sphegodes subsp. panormitana    | ofride palermitana        | Sic.                   | VU     |
| Ophrys subfusca subsp. flammeola       |                           | Sic.                   | VU     |
| Ophrys subfusca subsp. laurensis       | ofride del Monte Lauro    | Sic.                   | VU     |
| Orchis brancifortii                    | orchidea di Branciforti   | Sic.+Sard.             | ?      |
| Ornithogalum collinum                  | latte di Gallina          | Sic.                   | ?      |
| Orobanche chironii                     | succiamele dell'Opopanace | Sic. N.O.              | VU     |
| Orobanche rapum-genistae subsp. regens | succiamele maggiore       | Sic.                   | EN     |

## P
| Nome specie                              | Nome comune           | Diffusione          | Status |
| Petagnaea gussonei                       | falsa sanicola        | Sic.(Nebr.)         | CR     |
| Petalophyllum ralfsii                    |                       | Sic.(Alg.)          | CR     |
| Petrorhagia saxifraga subs . gasparrinii |                       | Sic.                | VU     |
| Peucedanum nebrodense                    |                       | Sic.(Mad.)          | VU     |
| Phagnalon metlesicsii                    |                       | Sic.                | VU     |
| Phagnalon saxatile var. viride           |                       | Sic.                | VU     |
| Pinus laricio                            | pino silano           | Sic.+ Cal.          | VU     |
| Plantago peloritana                      |                       | Sic.(Pel.)          | VU     |
| Plantago subulata subsp. humilis         |                       | Sic.                | VU     |
| Poa aetnensis                            |                       | Sic.(Etn.)          | ?      |
| Poa bivonae                              |                       | Sic. N.O.           | ?      |
| Poiygonatum gussonei                     |                       | Sic.                | VU     |
| Potentilla nebrodensis                   |                       | Sic.                | VU     |
| Prunus cupaniana                         |                       | Sic.                | VU     |
| Pseudoscabiosa limonifolia               | vedovina trapanese    | Sic. Occ./Centr.    | VU     |
| Pteris vittata                           | felce a foglie lunghe | Sic. + Cal. + Camp. |        |
| Ptilostemon greuteri                     | cardo di Greuter      | Sic.(Dre.Pa.)       |        |
| Pyrus castribonensis                     | pero di Castelbuono   | Sic. Occ.           | VU     |
| Pyrus ciancioi                           | pero di Ciancio       |                     |        |
| Pyrus sicanorum                          | pero sicano           | Sic. Occ./Centr.    | EN     |
| Pyrus vallis-demonis                     | pero di Val Demona    | Sic. (Nebr.)        | EN     |
| Puccinellia gussonei                     |                       | Sic.(Agr.)          | ?      |

## Q
| Nome specie                             | Nome comune          | Diffusione                   | Status |
| Quercus congesta                        | quercia congesta     | Sic. + Cal. + Basil. + Sard. |        |
| Quercus dalechampii                     | quercia di Dalechamp | Sic. + Pug. + Cal.           |        |
| Quercus × fontanesii                    | sugherella           | Sic.                         |        |
| Quercus gussonei                        | cerro di Gussone     | Sic.                         |        |
| Quercus petraea subsp. austrotyrrhenica |                      | Sic. + Cal.                  |        |

## R
| Nome specie                           | Nome comune             | Diffusione       | Status |
| Ranunculus rupestris subsp. rupestris | ranuncolo rupestre      | Sic. Occ./Centr. | ?      |
| Retama raetam subsp. gussonei         | ginestra bianca         | Sic. (Cam.Pach.) | EN     |
| Rhamnus lojaconoi                     | ranno di Lojacono       | Sic.(Mad.)       | CR     |
| Romulea linaresii subsp.linaresii     | zafferanetto di Linares | Sic.(Dre.Pa)     | VU     |
| Rosa strobliana                       |                         | Sic.(Mad.)       | ?      |
| Rubus aetnicus                        |                         | Sic. N.O.        | ?      |
| Rumex aetnensis                       | romice dell'Etna        | Sic.(Etn.)       | ?      |

## S
| Nome specie                                | Nome comune                  | Diffusione      | Status |  |
| Salix gussonei                             | salice di Gussone            | Sic.(Pel.)      | ?      |  |
| Salsola agrigentina                        | salsola agrigentina          | Sic.            | EN     |  |
| Sanguisorba minor subsp. rupicola          |                              | Sic.            | VU     |  |
| Saxifraga adscendens subsp. parnassica     |                              | Sic.            | VU     |  |
| Scabiosa parviflora                        | vedovina siciliana           | Sic.(Agr.)      | VU     |  |
| Scilla cupanii                             | scilla di Cupani             | Sic. (Dre.Pa.)  | EN     |  |
| Scilla dimartinoi                          | scilla di Di Martino         | Sic.            | CR     |  |
| Scilla sicula                              |                              | Sic.            | EN     |  |
| Scleranthus aetnensis                      |                              | Sic.(Etn.)      | ?      |  |
| Scleranthus vulcanicus                     |                              | Sic.(Etn.)      | ?      |  |
| Scutellaria rubicunda subsp. linneana      |                              | Sic.            | ?      |  |
| Sedum aetnense                             |                              | Sic.            | VU     |  |
| Senecio glaber                             |                              | Sic.(Etn.)      | ?      |  |
| Senecio leucanthemifolius var. cossyrensys | senecione costiero           | Sic.(Cos.)      | ?      |  |
| Senecio leucanthemifolius var. pectinatus  | senecione costiero           | Sic.(Agr.)      | ?      |  |
| Senecio squalidus subsp. aethnensis        | senecio glauco               | Sic.(Etn.)      | ?      |  |
| Senecio squalidus subsp. microglossus      | senecio dei Nebrodi          | Sic. N.O.       | ?      |  |
| Serapias cossyrensis                       | serapide di Pantelleria      | Sic. Cos.       | VU     |  |
| Serapias nurrica                           | serapide della Nurra         | Sic. + Sar.     | VU     |  |
| Serapias orientalis subsp. siciliensis     | serapide orientale siciliana | Sic.            | VU     |  |
| Serratula cichoracea subsp. mucronata      |                              | Sic.            | VU     |  |
| Seseli bocconei                            | finocchiella di Boccone      | Sic.+Sard.+Cors | ?      |  |
| Sideritis sicula                           |                              | Sic.(Mad.)      | ?      |  |
| Silene hicesiae                            | silene delle Eolie           | Sic.(Eol.)      | CR     |  |
| Silene minae                               |                              | Sic. (Mad.)     | ?      |  |
| Silene rubella subsp. turbinata            |                              | Sic.            | VU     |  |
| Silene saxifraga subsp. lojaconi           |                              | Sic.(Mad.)      | ?      |  |
| Silene saxifraga var. lojaconoi            |                              | Sic.            | VU     |  |
| Silene vulgaris subsp. aetnensis           |                              | Sic.(Etn.)      | ?      |  |
| Sorbus aucuparia subsp. praemorsa          |                              | Sic. + Cors.    | VU     |  |
| Sorbus busambarensis                       | sorbo di Rocca Busambra      |                 |        |  |
| Stipa austroitalica subsp. appendiculata   |                              | Sic.            | EN     |  |
| Stipa crassiculmis subsp. picentina        |                              | Sic.            | EN     |  |
| Stipa gussonei                             |                              | Sic.            | ?      |  |
| Stipa pellita                              |                              | Sic.            | EN     |  |
| Stipa sicula                               | lino delle fate siciliano    | Sic. N.O.       | EN     |  |
| Suaeda pelagica                            |                              | Sic.            | CR     |  |
| Suaeda pruinosa var. kochii                |                              | Sic.            | CR     |  |
| Symphytum gussonei                         |                              | Sic.            | VU     |  |

## T
| Nome specie                              | Nome comune          | Diffusione       | Status |
| Tanacetum siculum                        | erba-amara siciliana | Sic. N.O.        | ?      |
| Taraxacum caramanicae                    |                      | Sic.             | EN     |
| Taraxacum siculum                        |                      | Sic.             | ?      |
| Thymus spinulosus                        | timo spinosetto      | Sic. + It.Merid. | ?      |
| Thymus richardii subsp. nitidus          | timo di Marettimo    | Sic.             | VU     |
| Tilia platyphyllos subsp. platyphyllos   |                      | Sic.             | CR     |
| Tolpis gussonei                          |                      | Sic.             | ?      |
| Tolpis quadriaristata                    |                      | Sic.             | ?      |
| Tolpis sexaristata                       |                      | Sic.             | ?      |
| Trachelium lanceolatum                   | trachelio siciliano  | Sic. (Ibl.)      | VU     |
| Trifolium bivonae                        |                      | Sic. N.O.        | ?      |
| Trifolium brutium                        |                      | Sic.             | EN     |
| Trifolium fragiferum subsp. bonannii     |                      | Sic.             | VU     |
| Trifolium isthmocarpum subsp. jaminianum |                      | Sic.             | VU     |
| Trifolium uniflorum subsp. savianum      |                      | Sic.             | VU     |
| Tripolium sorrentinoi                    | astro di Sorrentino  | Sic. N.O./Occ.   | VU     |
| Trisetum splendens                       |                      | Sic. N.O.        | ?      |

## U
| Nome specie      | Nome comune     | Diffusione   | Status |
| Urtica rupestris | ortica rupestre | Sic.(Ibl.)   | VU     |
| Urtica sicula    |                 | Sic.(Dre.Pa) | VU     |

## V
| Nome specie                   | Nome comune               | Diffusione     | Status |
| Valantia calva                | erba croce di Linosa      | Sic.(Alg.)     | EN     |
| Valantia deltoidea            | erba croce della Busambra | Sic. (Dre.Pa.) | EN     |
| Verbascum rotundifolium       | verbasco a foglie rotonde | Sic.           | VU     |
| Verbascum siculum             | verbasco siciliano        | Sic.           | EN     |
| Vicia elegans                 | veccia elegante           | Sic.(Nebr.)    | VU     |
| Viola aetnensis               | viola dell'Etna           | Sic.(Etn.)     | ?      |
| Viola nebrodensis             | viola dei Nebrodi         | Sic.(Mad.)     | VU     |
| Viola parvula var. perpusilla |                           | Sic.           | VU     |
| Viola tineorum                | viola di Tineo            | Sic.(Dre.Pa)   | VU     |
| Viola ucriana                 | viola di Ucria            | Sic.(Dre.Pa)   | CR     |

## Z
| Nome specie    | Nome comune       | Diffusione  | Status |
| Zelkova sicula | zelkova siciliana | Sic. (Ibl.) | CR     |

### LEGENDA
Diffusione: Sic.=endemismo siculo, N.O.=sottosettore nord-orientale Mad.=distretto madonita Nebr.=distretto nebrodense Pel.=distretto peloritano Etn.=distretto etneo Eol.=distretto eoliano Occ.=sottosettore occidentale Dre.Pa.=distretto drepano-panormitano Ega.=distretto egadense Centr.=sottosettore centrale Agr.=distretto agrigentino Cat.=distretto catanense Mer.=sottosettore meridionale Ibl.=distretto ibleo Cam.-Pach.=distretto camarino-pachinense Cos.=distretto cosirense Alg.=distretto algusico Lop.=distretto lopadusano Mel.=distretto melitense
Status: CR=in pericolo critico, EN=in pericolo, VU=vulnerabile, LR=a basso rischio, SA=sicuro